# Elephunk
Elephunk — третий студийный альбом группы Black Eyed Peas, впервые выпущенный в 2003 году.

## Об альбоме
Elephunk, имеющий наибольший коммерческий успех на то время и первый альбом, на котором была представлена новая вокалистка группы Ферги. Множество песен с этого альбома стали популярными в результате усиленной рекламной кампании; «Let’s Get It Started» была выпущена в продажу к плей-офф NBA 2004 года. Песня «Hands Up» с небольшими изменениями была использована в саундтреке компьютерной игры NBA Live 2004.

## Список композиций
1. «Hands Up»
2. «Labor Day (It’s a Holiday)»
3. «Let’s Get Retarded»
4. «Hey Mama»
5. «Shut Up»
6. «Smells Like Funk»
7. «Latin Girls»
8. «Sexy»
9. «Fly Away»
10. «The Boogie That Be»
11. «The APL Song»
12. «Anxiety» (совместно с рок-группой Papa Roach)
13. «Where Is the Love?»
14. «Let's Get It Started» (только в специальном издании с бонус-треками)
15. «Third Eye» (скрытая дорожка)